# 알콥
알콥(ALCoB, APEC Learning Community Builders)은 국제학습공동체를 구현하여 APEC 뿐만 아니라 전 세계의 지식과 정보화 격차 해소, 그리고 건강한 교육의 전파를 통해 국제사회의 공동번영을 지향하는 APEC 회원국 교사, 학생, 후원가들의 교육봉사단체이다. 2003년 8월 한국에서 창시되었으며 자율, 이해, 봉사, 협력의 정신을 바탕으로 다양한 국제교육협력과 교류 활동하고 있다. 현재, 세계 23개국 5,000여명의 교육지도자급 알콥이 활동 중이다.

## 알콥의 탄생
- 알콥은 우리나라 APEC 교육협력 프로젝트의 일환으로 출범했기 때문에 한국 교과부의 지속적인 지원 속에서 참여하는 회원국의 많은 관심과 후원으로 성장하고 있다.

2003년 한국 교육부는 APEC의 교육 및 노동분야 협력사업을 관장하는 APEC 인적자원실무그룹의 제25차 회의(말레이시아, 쿠알라룸푸르)에서 「APEC 학습공동체」프로젝트(ALCom)를 제안하고 승인 받았다. ALCom은 당시 IT 강국으로 부상하던 우리나라가 APEC 회원국간 지식정보격차 해소에 기여하기 위해 APEC사이버교육협력원(현, APEC국제교육협력원) 및 기관 자문교수와 함께 개발한 사업이다.
- 국제교육협력은 무엇보다도 튼실한 휴먼네트워크가 기반이 되어야 하기 때문에 APEC 회의를 통해 이미 구축되어 있던 행정가 네트워크 외에도 학교현장의 참여를 위한 교사, 학생, 관련 전문가의 참여도 중요하다. 이에 교과부와 APEC국제교육협력원은 2003년 8월 국내의 교사를 중심으로 알콥 교사 네트워크를 처음 론칭하였다. 같은 해, 해외에서는 처음으로 말레이시아 교사와 학자들이 알콥에 참여하였다.

- 알콥은 국내 워크숍을 통해 상호 연수를 실시하고, 교육봉사단에도 참여하고 있으며, 국내외 교사 그룹간 교육협력 프로젝트를 개발 수행하고 있다.

- 알콥활동은 제4차 APEC 교육장관회의에서 'APEC 회원국의 개별 교육체제 개선을 지원할 수 있는 활동'이라는 점이 소개되고 장관선언문에 등재되었다.

- 또한, 2012년 한국 경주에서 개최된 제5차 APEC 교육장관회의에서도 '국제간의 교육협력의 우수사례', '성공적인 교육협력 모델'이라는 점이 인정되어 장관회의 선언문에 등재되었다.

## 알콥의 목적
- 알콥은 APEC 역내 지식정보격차해소와 국제 교육협력의 주도라는 목적을 가지고 있다.

## 알콥의 역할
- 정해진 목적을 성취하기 위해, 알콥은 APEC 회원국간 교육 및 HRD 영역에 있어서 협력활동에 참여하고,

- APEC 회원국간 교육정보화 및 ICT 활용 지식과 경험을 공유하며,

- 각 회원국간 미래교육의 방향과 모델에 대한 논의 및 경험 공유에 참여하고,

- 자율적 창의적 교육협력 및 교류활동으로 학교, 지역사회, 국제사회의 변화를 주도하고자 한다.

## 알콥 구성
- 알콥은 교육협력, 교육봉사에 관심을 가지고 자발적 적극적으로 참여하고 있는 교사(ALCoB-T), 학습자(L), 기업인연합회(EC), 그리고 행정가 및 학자, 전문가, 일반 서포터즈 등의 후원가(S)로 구성된다.

- 알콥-T와 L은 2003년 처음 구축되었으며, 알콥-EC(알코벡)은 2005년, 알콥-S 중 행정가는 2001년, 학자는 2004년에 각각 론칭되었다.

- 현재 전 세계적으로 지도자급만 약 5,000여명이 참여하고 있다.

## 참여 국가
- 알콥네트워크에 참여하고 있는 나라는 21개 APEC 회원국 중 20개국 및 기타 지역의 옵서버 3개국을 포함해 총 23개국이다.

- APEC 20개국: 브루나이, 뉴질랜드, 중국, 인니, 필리핀, 베트남, 대만, 멕시코, 말련, 페루, 칠레, 러시아(사하), 일본, 파푸아누기니, 싱가폴, 태국, 홍콩, 호주, 미국, 한국

- 기타: 사우디아라비아, 예맨, 인도

## 국내외 알콥지부
- 알콥네트워크에 참여하고 있는 23개국 중, 현지 정부(교육부)에서 알콥지부를 론칭한 국가는 한국을 포함해 총 8개국이며, 한국은 국제 알콥본부(사무국: APEC국제교육협력원)를 맡고 있다.

- 7개 지부
- ‘10년 론칭: 인도네시아, 태국, 필리핀, 멕시코, 러시아(사하), 미국(하와이)
- ‘12년 론칭: 말레이시아

## 활동 영역
- 알콥은 그 목적과 각 지부의 특성, 그리고 알콥의 자발성 및 창의성에 따라 다양한 활동을 개발하고 수행하고 있다. 다음은 기본적인 알콥활동을 나타낸 것이다.

- 알콥인터넷봉사단(AIV)활동: 교육 및 정보화 지식 경험 공유 교육봉사
- 교사 교육협력프로젝트 수행: 공동수업, 교실간 프로젝트, 학교간 교류 등
- APEC 미래교육포럼 참여: APEC이 공유할 미래교육의 비전과 전략 논의, 국제교육협력 및 미래교육 전략을 구현한 모델 개발 등
- 국제알콥컨퍼런스 참여: 교육협력 사례 및 결과 공유의 장
- 국제교육협력저널 참여: 국내외 학자간 관련분야 지식 공유, 교육협력 현장사례연구 등 발표
- 국제교육협력전문가양성연수, 워크숍 참여: 알콥의 역량 개발
- 알콥스쿨 네트워크 활동: 국내외 학교간 네트워크 구축 및 교류

## 향후 비전
- Toward ALCoB Confederation to realize substantial shared prosperity based on the spirit of ALCoB with our Future Dream Trees

## 알콥 가입
- 알콥 가입은 본부, 각 지부, 해당 교육부를 통해, 그리고 개인으로도 가능하며, 각 지부 또는 본부가 정한 기준에 따라 소정의 절차를 거쳐 알콥으로 선발 됨

- 한국 내 알콥 가입
- 교사: 매년 초 교과부 및 시도교육청 공문을 통해 선발
- 학생(초중고): 교사의 알콥 활동을 통해 추천
- 대학생: 국내 알콥유(대학생) 단체에서 공지한 소정의 절차에 따라 선발
- 후원가(기업인): 알콥 본부 또는 기업인연합회(알코벡) 추천에 의해 소정의 절차를 거쳐 가입
- 후원가(학자, 교수, 자문, 기타): 알콥 자문위원회의 및 전문가 추천

## 한국 알콥 본부
- 알콥 가입 및 활동 관련 보다 자세한 사항은 아래의 홈페이지를 방문하거나 APEC국제교육협력원으로 연락하면 안내를 받을 수 있다.
- APEC국제교육협력원은 2003년 8월에 한국 교육부와 외교부 그리고 APEC 교육재단(AEF)의 지원을 토대로 부산대 김영환 교수 연구실에서 잉태되어 부산 서동에 위치한 조그마한 사무실에서 출생하여 유년기를 보냈다. 이후 2005년 교육부, 부산시청, 부산시교육청, 알콥기업인연합회 등과 맺은 MOU에 터하여 부산대 언어교육원 건물(부산광역시 금정구 장전동 산30번지)에 소재하다가 2016년 대구로 이사하여 오늘에 이른다.